# I. e. 168
Évszázadok: i. e. 3. század – i. e. 2. század – i. e. 1. század
Évtizedek: i. e. 210-es évek – i. e. 200-as évek – i. e. 190-es évek – i. e. 180-as évek – i. e. 170-es évek – i. e. 160-as évek – i. e. 150-es évek – i. e. 140-es évek – i. e. 130-as évek – i. e. 120-as évek – i. e. 110-es évek
Évek: i. e. 173 – i. e. 172 – i. e. 171 – i. e. 170 –  i. e. 169 – i. e. 168 – i. e. 167 – i. e. 166 – i. e. 165 – i. e. 164 – i. e. 163

## Események

### Róma
- Lucius Aemilius Paullust és Caius Licinius Crassust választják consulnak. L. Aemilius kapja Makedóniát működési területül, ezzel a harmadik makedón háború folytatását.

### Görögország
- A makedón háborúban Genthiosz illír király átáll Perszeusz makedón uralkodó oldalára. Lucius Anicius Gallus praetor ostrom alá veszi fővárosát, Szkodrát és a kitörő védőket legyőzve elfoglalja a várost. Genthiosz megadja magát és Rómába szállítják.
- Június 22: a püdnai csatában L. Aemilius döntő vereséget mér a makedónokra és elfogják a menekülő Perszeusz királyt. Perszeuszt Rómába viszik, ahol élete végéig fogságban tartják. Makedóniát négy részre darabolják, mindegyik Róma adófizetőjévé válik. Megbüntetik valamennyi görög várost, amely a makedónokat segítette, vagy akár csak közvetíteni próbált a konfliktusban (mint Rodosz). Épeiroszt feldúlják és kirabolják, 150 ezer epirótát rabszolgaságba vetnek.

### Hellenisztikus birodalmak
- Az egyiptomi VI. és VIII. Ptolemaiosz Rómától kérnek segítséget IV. Antiokhosz szeleukida király ellen.
- IV. Antiokhosz flottája legyőzi a ciprusi hajóhadat és a sziget kormányzója megadja magát.
- Antiokhosz ismét bevonul Egyiptomba, elfoglalja a Deltát és ostrom alá veszi Alexandriát. A római követ, Caius Popillius Laenas azonban felszólítja, hogy azonnal vonuljon vissza Egyiptomból és Ciprusról vagy Róma hadat üzen. A király gondolkodási időt kér, Popillius azonban egy kört von köré a botjával, azzal hogy választ vár tőle még mielőtt kilép belőle. Antiokhosz nem kockáztatja meg a háborút és elfogadja a követelést. Cserébe Róma garantálja, hogy megtarthatja Dél-Szíriát, amelyet Egyiptom követel tőle.

## Halálozások
- Caecilius Statius, római komédiaköltő

## Fordítás
- Ez a szócikk részben vagy egészben  a(z)   168 BC című angol Wikipédia-szócikk ezen változatának fordításán alapul.  Az eredeti cikk szerkesztőit annak laptörténete sorolja fel. Ez a jelzés csupán a megfogalmazás eredetét és a szerzői jogokat jelzi, nem szolgál a cikkben szereplő információk forrásmegjelöléseként.